# Malý münsterlandský ohař
Malý münsterlandský ohař (německy Kleiner Münsterländer Vorstehhund, anglicky: Small Munsterlander) je zmenšenou kopií velkého münsterlandského ohaře. Pochází z Německa a dnes je stále chován jako pomocník pro lov.

## Historie
Malý münsterlandský ohař je poměrně staré psí plemeno, jehož historie sahá až do 15. století; z této doby pocházejí totiž první zmínky o nich – například portréty. Přesto, že byl chován i pro lov zajíců a lišek, šlechta jej chovala i jako společníka a ženy se s nimi často nechávaly portrétovat. Tito psi ale v 19. století takřka vymizeli, nebo se o nich lidé jen přestali zmiňovat. Jim podobné psy se podařilo vyšlechtit v Německu v kraji Münsterland, a to ve 20. století. Velký podíl na tom měl Edmund Lenský, který také založil první chovatelský klub tohoto plemene. Za předky nynějších malých münsterlandských ohařů jsou považováni velcí münsterlandští ohaři, nebo lovečtí španělé s delší srstí.
V roce 1912 byl založen první klub pro chovatele tohoto plemene – Klub Malých münsterlandských ohařů. Oficiálně tohoto plemeno uznává Mezinárodní kynologická federace (FCI).
2014: V České republice se více vyskytuje jeho větší příbuzný velký münsterlandský ohař, ale i tak jsou zde obě plemena velmi oblíbená a potkáváme je běžně. Je možné je omylem zaměnit se stabyhounem nebo drentským koroptvářem. Nejvíce jich lze potkat v Anglii nebo v Německu.

## Povaha
Je to aktivní a hravý pes, který potřebuje častý pohyb. Je inteligentní a bystrý, hodí se pro výcvik a rád se učí nové věci. Je ale i tvrdohlavý a v době puberty se může chovat hodně dominantně. Všestranně upotřebitelný s loveckými vlohami. Je temperamentní a přátelský, ne moc dobrý hlídač. Rád aportuje. Je velmi sebevědomý. Je loajální a těžko nese samotu. Nejraději je se svojí rodinou v teple domova.
Děti má rád a umí s nimi vycházet. Stejně jako hladkosrstý foxteriér má vysoký práh bolesti a dětské hry mu většinou nevadí. Nikdy neútočí jako první a pokud se mu něco nelíbí, hbitě uteče.
Ostatní zvířata mu nevadí, ale má sklony pronásledovat rychle se pohybující předměty, nevyjímaje cyklisty nebo auta. Rád pronásleduje zvěř a je těžké ho odvolat. Avšak s jinými psy i fenami vychází dobře a je vhodné ho chovat společně s nimi.
Není to dobrý hlídač, i cizí dokáže vesele přivítat, ale pokud by mu chtěli ublížit, umí se účinně bránit a má vysoký hlas, který je i odstrašující.

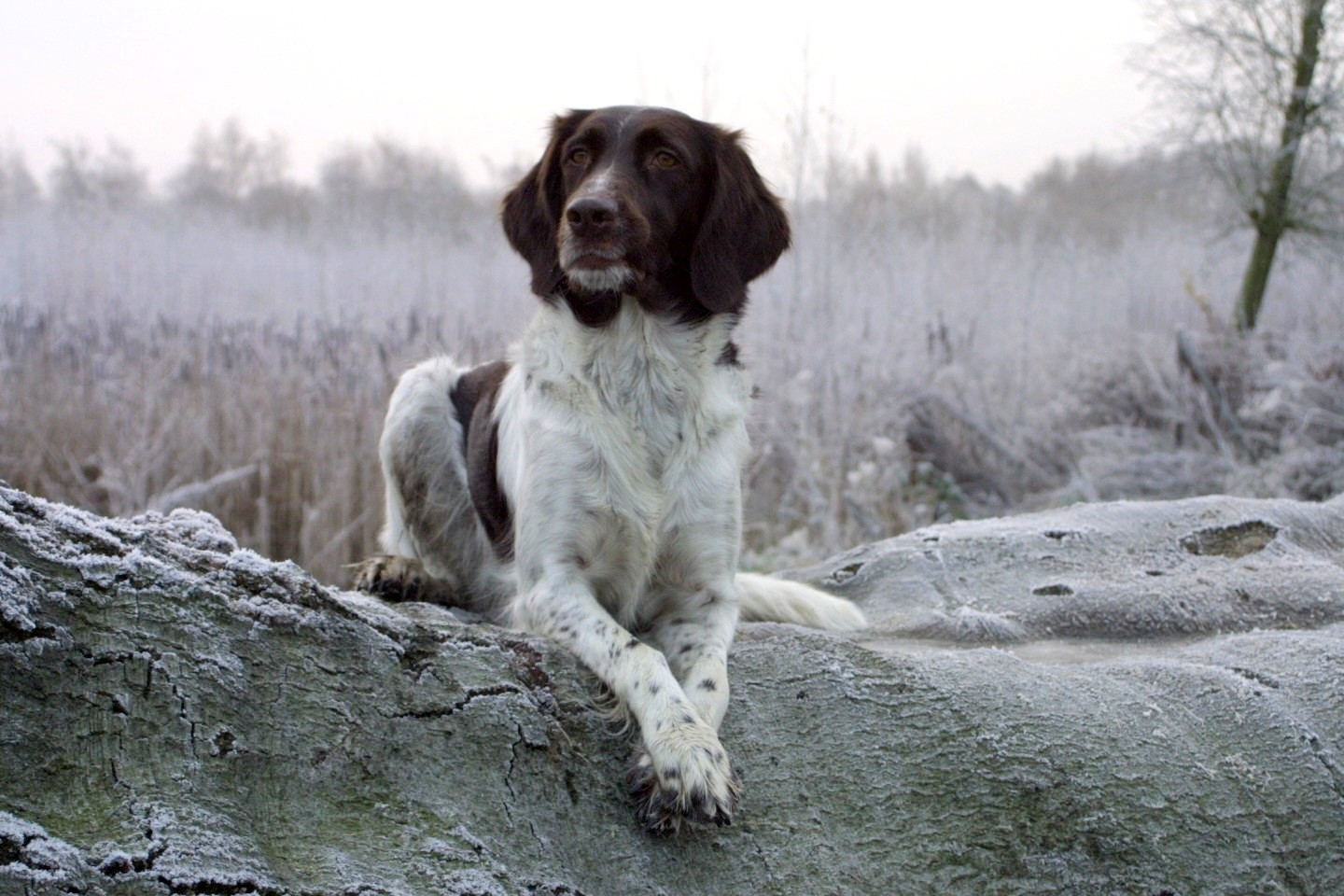
Dospělý pes

## Péče

### Péče o srst

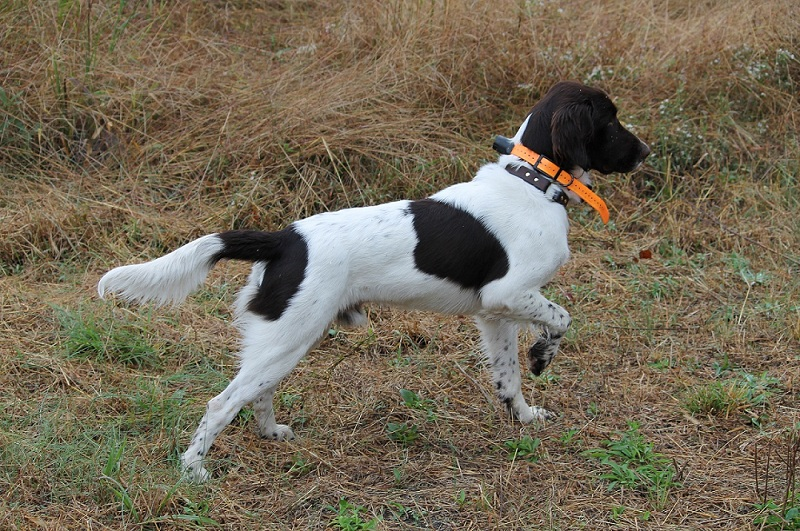
Vystavující pes

Srst malého münsterlandského ohaře je delší a hebká, přiléhavá. Potřebuje pravidelně pročesávat, aby se nezacuchala. Chuchvalce je nutné odstřihávat. Častému mytí šamponem se co nejvíce vyhýbejte, jinak by srst začala plstnatit a nevypadala by dobře. Začaly by se na ní vytvářet slepené chuchvalce.

### Péče o uši a drápky
Tyto psy často trápí zánět zevního zvukovodu, který postihuje hlavně menší plemena s delší srstí na uších, která vytváří volánky. Pokud pes klepe hlavou nebo uši podivně smrdí, je nutné navštívit veterináře, protože právě toto jsou příznaky zánětu. Dlouhou srst z uší je nutno vytrhávat. Ušního mazu se zbavte tím, že namočíte vatový tampon do vincentky či jiné desinfekce a uši jemně vytřete – na ušní tyčinky rovnou zapomeňte!
Drápky si pes obrušuje o chodník nebo asfalt a není nutné je střihat, pokud nebudou moc dlouhé. V tom případě to můžete sami zkusit doma nebo o to poprosit veterináře.

### Pohyb a aktivita
Protože je tento pes velmi aktivní a hravý, je nutné mu dopřát dostatek pohybu. Je pro něj vhodný veškerý pohyb. Má rád plavání a aportování z vody. I přes to, že je malý, má téměř nevyčerpatelnou zásobu energie, a pokud si ji nevybije na procházce nebo při hře, může se stát nervózním, v extrémních případech dokonce agresivní. Je vhodný pro různé psí sporty, třeba agility nebo dogdancing.

### Pobyt venku
Může být držen celoročně venku, ale i v bytě. Kvůli jeho vysoké aktivitě je ale vhodnější nechávat ho venku a při velkých mrazech ho dávat dovnitř. Potřebuje zateplenou boudu.